# باد و توفان
باد و توفان یا کوهپایه یا جنگل‌کاران، نام یکی از سرودهای انقلابی ایران است که در دوران انقلاب ۵۷ در آلبومی بنام «شراره‌های آفتاب» توسط سازمان چریک‌های فدایی خلق ایران منتشر و از معروفیت فراوانی برخوردار شد. متن این ترانه توسط سعید سلطانپور سروده شده و با صدای داوود شراره‌ها خوانده شده‌است. موسیقی این ترانه را مهرداد بران ساخته و تنظیم کرده‌است. صدای خواننده را گروه کر دانشجویان واشینگتن همراهی می‌کند.

## سرود
باد و توفان گر کند غوغا بر پا
برف و بوران گر بتوفد در شب‌ها
بانگ تندر گر خروشد در دریا
شب زند گر خیمه‌ها بر جنگل‌ها
کوه سرکش سر بساید آسمان را، همه جا
(سر فرازد پابرجا، بنگرد بر دریاها)۲
می‌خروشد ز دل ابر سیاه
می‌شکوفد گل خون همه‌جا
سوز پنهان عاشقان دلیر
(سر کشد از دل تیر دل تیر دل تیر)۲
زندگی می‌شکفد پر غوغا، در دل سبز همه جنگل‌ها
می‌دود با گل خون در دل شب
(می‌درخشد از افق‌های خاور)۲
(کوهپایه خون ما در هر جام لالهٔ سرخ
بر فروزد آتش‌ها سر کشاند از سنگرها)۲